# Dinematichthys iluocoeteoides
Dinematichthys iluocoeteoides is een straalvinnige vissensoort uit de familie van naaldvissen (Bythitidae). De wetenschappelijke naam van de soort is voor het eerst geldig gepubliceerd in 1855 door Bleeker.